# Grupo Folclórico Ucraniano Poltava
El Grupo Folclórico Ucraniano Poltava es una asociación cultural de la ciudad de Curitiba, en Brasil.
Cuenta con integrantes de todas las edades que participan en actividades de danzas, coro, orquesta y Capilla de Banduristas, un instrumento típico de Ucrania.
La Escuela Poltava ofrece a la comunidad ucraniana y al público general clases de danzas infanto-juveniles, instrumentos musicales, técnica vocal, artesanías ucranianas (bordados e pisankas) y catequesis.
Tiene como objetivo investigar, preservar, promover y divulgar, tanto a nivel nacional como internacional, el folclore y la cultura ucraniana, así como sus artes, tradiciones, religión e idioma.
El grupo forma parte de la Representación Central Ucraniano-Brasileira, una organización sin fines de lucro que nuclea a diversas asociaciones de la diáspora ucraniana en Brasil.

## Historia
El Grupo Folclórico Ucraniano Poltava fue fundado el 13 de junio de 1981, cuando jóvenes descendientes de ucranianos, sintieron la necesidad de revivir parte de la cultura milenaria ucraniana heredada de sus padres y abuelos. Comenzaron a reunirse en el Club Poltava, en Curitiba, donde ensayaron sus primeros pasos de aquel sueño que recién comenzaba.
Su estreno oficial se produjo el día 9 de octubre de 1982, en concordancia con la inauguración del Centro Religioso-Cultural Ucraniano Poltava, conocido hoy simplemente como "Club Poltava". Tuvo como fundador al padre Efraím Basílio Krevey, de la iglesia greco-católica ucraniana y como primer director musical a Pedro Kutchma y como instructor de danza al joven João Eutêmio Krefer.
El nombre elegido homenajea a la ciudad ucraniana de Poltava, conocida por ser uno de los más importantes centros culturales de ese país.

## Club Poltava
El Club Poltava, conocido inicialmente como Centro Religioso Cultural Poltava, es propiedad de la Archieparquía de San Juan Bautista en Curitiba de la iglesia católica grego-ucraniana. Empezó a ser construido en el año 1982 y fue inaugurado oficialmente en 1985. El proyecto fue idealizado por el  padre Efraim Basílio Krevey (1928-2012) quien vio la necesidad que tenían los jóvenes descendientes de ucranianos de tener un espacio para desarrollar un ideal común: revivir la rica y antigua cultura ucraniana a través de las danzas, la música y la religión.
Al día de hoy ofrece diversas actividades culturales: Grupo de Danzas Infanto-Juvenil, Coro, Capilla Bandura, Orquesta, entre otras. Reúne a más de 300 integrantes de esa etnia. Es un espacio dedicado a preservar y promover la cultura ucraniana por medio de varias expresiones artísticas. Sirve como centro de la comunidad para que puedan reunirse, aprender y celebrar su herencia.

## UKRA Bar

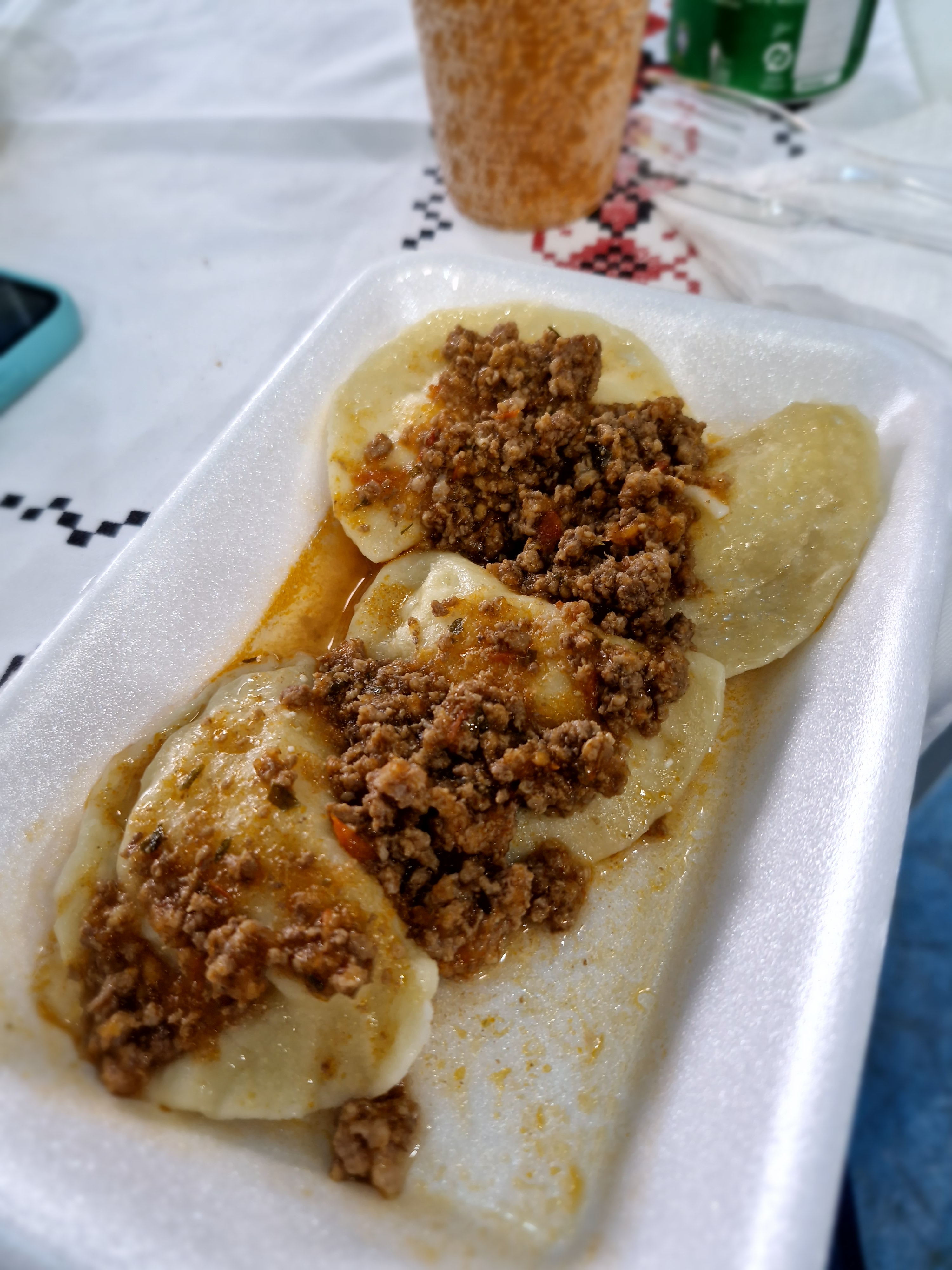
Varenikis servidos en el UKRA Bar.

El UKRA Bar es un restaurante y bar ucraniano que se encuentra anexado al Club Poltava. Fue inaugurado en 2021 y está abierto a toda la comunidad de Curitiba. Actualmente es el mayor restaurante ucraniano de Brasil y su menú ofrece productos típicos de la gastronomía ucraniana como el vareniki
(empanada rellena hervida), borsch (sopa de remolacha), banosh (polenta cremosa), pollo a la Kyiv, holubtsi (niños envueltos de repollo), paska, entre otros.
Ofrece también sándwiches creados exclusivamente e inspirados en el Festival Folclórico, con las diversas etnias que colonizaron Brasil y cuenta con 12 tipos de cerveza artesanal, cócteles y muchos aperitivos.
También es posible encontrar artículos a la venta de la comunidad, como artesanías, libros, y en las ferias que se realizan, comprar directamente a los artesanos sus productos típicos. En el UKRA Bar ya se han llevado a cabo eventos públicos y privados como casamientos, fiestas de bautizos, cumpleaños y muchas confraternizaciones.

## Festivales

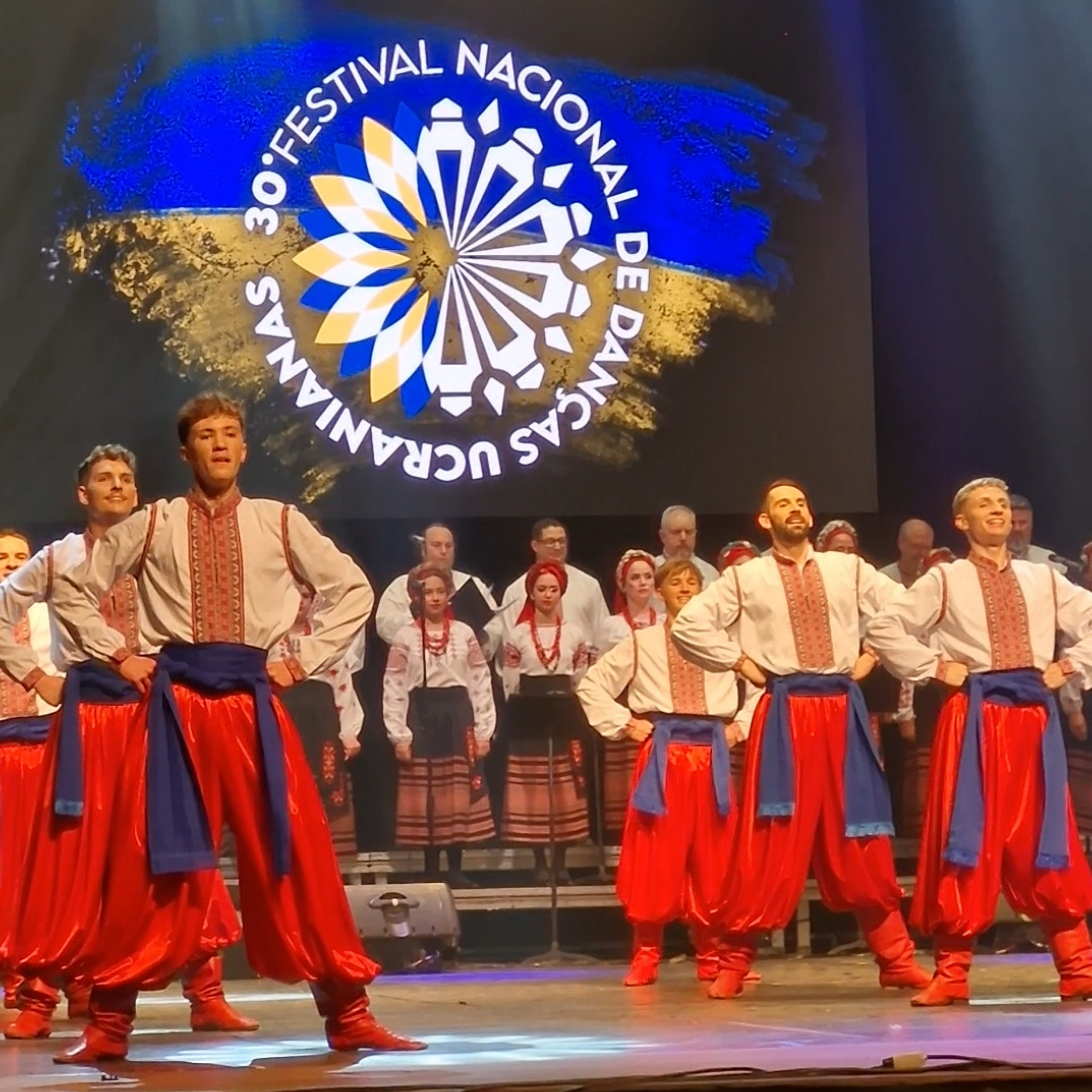
El Grupo Poltava participando de la 30° edición del Festival Nacional de Danzas Ucranianas.

El Grupo Poltava participa activamente del Festival Nacional de Danzas Ucranianas que tuvo su primera edición el año 1994 en la ciudad de União da Vitória y la sede va rotando entre diferentes ciudades del sur de Brasil que lo organizan año a año. 
En 2024, el Grupo Poltava estuvo a cargo de la 30.ª edición del Festival que se llevó a cabo en Curitiba durante los días 15, 16 y 17 de noviembre. Esta edición tuvo como evento principal la noche de gala en el Teatro Guaíra donde se presentaron 24 grupos folclóricos de los estados de Paraná, Santa Catarina, Rio Grande del Sur, São Paulo y de Argentina quienes fueron acompañados por la Orquesta y el Coro del Poltava.
El grupo también suele organizar el Festival Yarmarok ("ФЕСТИВАЛЬНИЙ ЯРМАРОК") en el Club Poltava, donde diferentes grupos folclóricos presentan sus danzas, así como expositores presentan sus artesanías, además de poder degustar un poco de la gastronomía ucraniana.

## Catequesis
La catequesis de la Archieparquía de San Juan Bautista en Curitiba se realiza todos los días sábados en las instalaciones del Club Poltava y está dirigida a niños y jóvenes. Se hace uso del idioma ucraniano y de las tradiciones culturales específicas, como el canto bizantino y las fiestas litúrgicas, que ayudan a mantener vida la identidad cultural y religiosa de la comunidad. La misma es impartida por las Catequistas del Sagrado Corazón de Jesús y por las Hermanas Basilianas, Hermanas Siervas de María Inmaculada, catequistas laicos y seminaristas.